# Dirka po Španiji 1945
Dirka po Španiji 1945 (špansko Vuelta a España 1945) je 5. izvedba dirke po Španiji, tritedenske moške cestne kolesarske etapne dirke. Začela se je 10. maja v Madridu in končala 31. maja v Madridu. Sodelovalo je 52 kolesarjev iz dveh držav. Rumeno majico je prvič osvojil Delio Rodríguez, drugo mesto Julián Berrendero, tretje pa Juan Gimeno. Modro majico je osvojil Delio Rodríguez, zeleno majico pa Julián Berrendero.

## Ekipe
- Portugalska
- Španija

## Etape
| Etapa | Datum   | Štart/Cilj               | Razdalja | Tip     | Tip                  | Zmagovalec              |
| ----- | ------- | ------------------------ | -------- | ------- | -------------------- | ----------------------- |
| 1     | 10. maj | Madrid – Salamanca       | 212 km   |         |                      | Julián Berrendero (ESP) |
| 2     | 11. maj | Salamanca – Cáceres      | 214 km   |         |                      | Delio Rodríguez (ESP)   |
| 3     | 12. maj | Cáceres – Badajoz        | 132 km   |         |                      | Miguel Gual (ESP)       |
| 4a    | 13. maj | Badajoz – Almendralejo   | 57 km    |         | posamični kronometer | Juan Gimeno (ESP)       |
| 4b    | 13. maj | Almendralejo – Sevilla   | 171 km   |         |                      | Vicente Miró (ESP)      |
| 5     | 15. maj | Sevilla – Granada        | 251 km   |         |                      | Antonio Montes (ESP)    |
| 6     | 16. maj | Granada – Murcia         | 285 km   |         |                      | Joaquín Olmos (ESP)     |
| 7     | 17. maj | Murcia – Valencia        | 244 km   |         |                      | Delio Rodríguez (ESP)   |
| 8     | 19. maj | Valencia – Tortosa       | 188 km   |         |                      | Delio Rodríguez (ESP)   |
| 9     | 20. maj | Tortosa – Barcelona      | 288 km   |         |                      | Miguel Gual (ESP)       |
| 10    | 21. maj | Barcelona – Zaragoza     | 306 km   |         |                      | Miguel Gual (ESP)       |
| 11    | 22. maj | Zaragoza – San Sebastián | 276 km   |         |                      | José Gutierrez (ESP)    |
| 12    | 24. maj | San Sebastián – Bilbao   | 207 km   |         |                      | João Rebelo (POR)       |
| 13    | 25. maj | Bilbao – Santander       | 188 km   |         |                      | Delio Rodríguez (ESP)   |
| 14    | 26. maj | Santander – Reinosa      | 110 km   |         |                      | João Rebelo (POR)       |
| 15    | 27. maj | Reinosa – Gijón          | 200 km   |         |                      | Delio Rodríguez (ESP)   |
| 16    | 29. maj | Gijón – León             | 172 km   |         |                      | Julián Berrendero (ESP) |
| 17    | 30. maj | León – Valladolid        | 132 km   |         |                      | Delio Rodríguez (ESP)   |
| 18    | 31. maj | Valladolid – Madrid      | 185 km   |         |                      | Joaquín Olmos (ESP)     |
|       | Skupaj  | Skupaj                   | 3818 km  | 3818 km | 3818 km              | 3818 km                 |

## Končna razvrstitev
| Legenda | Legenda                                    | Legenda | Legenda                         |
| ------- | ------------------------------------------ | ------- | ------------------------------- |
|         | Predstavlja vodilnega v skupnem seštevku   |         | Predstavlja vodilnega po točkah |
|         | Predstavlja vodilnega v gorski razvrstitvi |         |                                 |

### Rumena majica
| Poz. | Kolesar                       | Čas          |
| ---- | ----------------------------- | ------------ |
| 1    | Delio Rodríguez (Spain)       | 135h 43' 55" |
| 2    | Julián Berrendero (Spain)     | + 30' 08"    |
| 3    | Juan Gimeno (Spain)           | + 37' 18"    |
| 4    | Miguel Gual (Spain)           | + 49' 53"    |
| 5    | Antonio Martín (Spain)        | + 1h 09' 01" |
| 6    | João Rebelo (POR)             | + 1h 09' 09" |
| 7    | Diego Chafer (Spain)          | + 1h 12' 41" |
| 8    | Bernardo Capo (Spain)         | + 1h 17' 20" |
| 9    | Alejandro Fombellida (Spain)  | + 1h 18' 18" |
| 10   | Pedro Font (Spain)            | + 1h 20' 21" |
| 11   | Manuel Costa (Spain)          |              |
| 12   | Joaquim Olmos (Spain)         |              |
| 13   | José Gutierrez (Spain)        |              |
| 14   | Dalmacio Langarica (Spain)    |              |
| 15   | Pastor Rodríguez (Spain)      |              |
| 16   | Gabriel Palmer (Spain)        |              |
| 17   | Julio Mourao (POR)            |              |
| 18   | Miguel Casas (Spain)          |              |
| 19   | Antonio Andres Sancho (Spain) |              |
| 20   | Vicente Miro (Spain)          |              |
| 21   | Joaquim Jiménez (Spain)       |              |
| 22   | Bernardo Ruiz (Spain)         |              |
| 23   | Aniceto Bruno (POR)           |              |
| 24   | Felix Vidaurreta (Spain)      |              |
| 25   | Imperio Dos Santos (POR)      |              |

### Zelena majica
| Poz. | Kolesar                      | Točke |
| ---- | ---------------------------- | ----- |
| 1    | Julián Berrendero (Spain)    | 45    |
| 2    | João Rebelo (POR)            | 44    |
| 3    | Pedro Font (Spain)           | 28    |
| 4    | Miguel Gual (Spain)          | 22    |
| 5    | José Gutierrez (Spain)       | 11    |
| 6    | Miguel Casas (Spain)         | 8     |
| 7    | Aniceto Bruno (POR)          | 7     |
| 8    | Dalmacio Langarica (Spain)   | 6     |
| 9    | Joaquim Olmos (Spain)        | 4     |
| 10   | Alejandro Fombellida (Spain) | 3     |
| 10   | Juan Gimeno (Spain)          | 3     |
| 10   | Joaquim Jiménez (Spain)      | 3     |
| 13   | Diego Chafer (Spain)         | 2     |
| 14   | Bernardo Capo (Spain)        | 1     |
| 14   | Antonio Martín (Spain)       | 1     |

### Modra majica
| Poz. | Kolesar                   | Točke |
| ---- | ------------------------- | ----- |
| 1    | Delio Rodríguez (Spain)   | 2347  |
| 2    | João Rebelo (POR)         | 2021  |
| 3    | Julián Berrendero (Spain) | 1967  |
| 4    | Miguel Gual (Spain)       | 1942  |
| 5    | Juan Gimeno (Spain)       | 1895  |
| 6    | Pedro Font (Spain)        | 1823  |
| 7    | Vicente Miro (Spain)      | 1803  |
| 8    | Bernardo Capo (Spain)     | 1799  |
| 9    | José Gutierrez (Spain)    | 1747  |
| 10   | Antonio Martín (Spain)    | 1730  |